# Topspin

Schematische Darstellung des Topspin

Der Topspin ist ein im Tennis und Tischtennis gebräuchlicher Vor- und Rückhandschlag.

## Schlagtechnik
Beim Topspin wird der Ball mit einer von unten nach oben durchgeführten Schlägerbewegung gestreift. Hierdurch wird dem Ball ein Effet nach vorne verliehen, der umso größer ist, je schneller der Schlägerkopf nach oben bewegt wird und, abhängig von der Schlagtechnik, je länger die Ballkontaktzeit und damit die Haftreibung zwischen Ball und Schläger besteht. Je nach Balltreffpunkt kann der Ball einen zusätzlichen Seitwärtsdrall erhalten. Die an der Balloberseite relativ zur Ballunterseite langsamer vorbeiströmende Luft – die vom Ball mitgerissenen Luftpartikel bewegen sich entgegengesetzt zur Flugrichtung, weshalb die Luft abgebremst wird – und die Verwirbelung bewirken einen oberseitigen Überdruck und somit Abtrieb (Magnus-Effekt). Der Ball bewegt sich auf einer korbbogenförmigen Flugbahn über das Netz und der Ball erreicht eine, im Verhältnis zu anderen Schlagtechniken beim Tennissport wie beispielsweise Slice oder Drive, große Flughöhe über dem Netz, um dann steil nach unten zu fallen. Der Ball kann im Verhältnis zu anderen Schlagtechniken mit einer höheren Geschwindigkeit noch im gegnerischen Spielfeld platziert werden. Nach dem Auftreffen springt der Ball wegen dieses Vorwärtsdralls schneller und im Vergleich zum Winkel vor dem Auftreffen flacher ab. Der Drall wirkt sich auf das Ballabsprungverhalten umso stärker aus, je größer die Reibung zwischen Ball und Boden ist. So ist beim Tennis auf Sandplätzen diese Reibung weitaus höher als auf glatten Belägen, wie Rasen oder Teppich. Auf Sandplätzen springt der Ball normalerweise etwas flacher, dafür aber mit mehr Tempo ab als auf anderen Plätzen. Der Topspin ist deshalb vor allem auf Sandplätzen eine taktisch bevorzugte Schlagvariante. Sowohl beim Tennis als auch beim Tischtennis ermöglicht der Topspinschlag extremes Winkelspiel und je nach Vorwärtsdrall erheblich höhere Ballgeschwindigkeiten.

## Taktische Verwendung beim Tennis
1. Als Grundlinienschlag eingesetzt, dient der Topspinschlag dazu, den Gegner an der Grundlinie zu halten. Der Ball sollte in der Nähe der gegnerischen Grundlinie platziert werden. Zu kurze Topspinschläge ermöglichen es dem Gegner, aus dem Halbfeld, z. B. mit einem Slice, anzugreifen. Wegen der stark bogenförmigen Flugbahn können höhere Ballgeschwindigkeiten und extremere Winkel gespielt werden. Mit einem cross geschlagenen Ball kann der gegnerische Spieler weit aus dem Feld herausgetrieben und ein eigener Angriff vorbereitet werden.
2. Als Passierschlag ist diese Schlagtechnik wegen der Möglichkeit, extremere Winkel bei hohem Tempo zu spielen (Cross Passierschlag), das bevorzugte Mittel, um den Ball an einem an das Netz vorgerückten Gegner vorbei oder ihm „vor die Füße“ zu spielen. Der Volley- oder Halbflugball kann dann nur noch mit wenig Geschwindigkeit von unten nach oben ins Feld zurückgespielt werden. Wird dem Ball ein zusätzlicher Seitwärtsdrall verliehen, ist es möglich den Passierschlag weiter rechts oder links am Gegner vorbei zu spielen.
3. Als Lob sollte der Schlag wegen der hohen Flugbahn und der höheren Ballgeschwindigkeiten gegenüber dem ohne Drall gespielten Lob bevorzugt eingesetzt werden. Dieser Schlag ist technisch besonders anspruchsvoll und erfordert eine gute Schlagtechnik und Beinarbeit, da der Körperschwerpunkt – stärker als bei anderen Schlägen – hinter den Ball gebracht werden muss.
4. Beim Aufschlag („Kick“ oder „Twist“) wird Topspin vor allem beim zweiten Aufschlag eingesetzt, da der Ball durch die bogenförmige Flugbahn schnell und sicher im Feld platziert werden kann. Außerdem springt der Ball auf der gegnerischen Seite relativ hoch ab, was es dem Gegner erschwert, aggressiv zu returnieren. Der Topspin-Aufschlag enthält aus biomechanischen Gründen immer auch etwas Seitwärtsdrall, wodurch er je nach Schlagrichtung noch weiter vom Gegner platziert werden kann oder auf den Körper zuspringt.[1]

## Arten von Topspins beim Tischtennis und taktische Verwendung

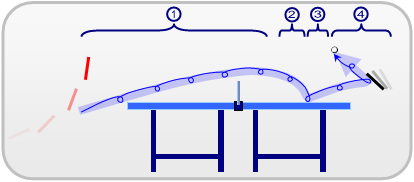
Topspin-Effekte:
1: Schlag
2: Fall auf die Platte (Magnus-Effekt)
3: Abprall und Beschleunigung nach vorn
4: Block des Gegners

1. Gegentopspin: Der Ball wird, mit leicht geschlossenem Schläger, in einer Aufwärtsbewegung mit etwas Vorschub gestreift. Dieser Schlag wird eingesetzt, um einen gegnerischen Topspin zu erwidern. Hierbei kehrt sich die Rotation um.
2. Rotations-Topspin: Der Schläger streift den Ball fast senkrecht oder leicht offen. Dieser Topspin – man nimmt den Ball in der fallenden Phase – wird von besseren Spielern nur noch als sicherer Eröffnungsball als Reaktion auf Unterschnitt- oder Schupfbälle benutzt oder als Variante.
3. Tempo-Topspin: Dies ist der wohl schwierigste und technisch anspruchsvollste Topspinschlag im Tischtennis. Der Ball wird mit maximalem Schlägervorschub und extrem schneller, relativ kurzer Aufwärtsbewegung retourniert. Der Balltreffpunkt ist idealerweise vor dem höchsten Punkt, spätestens am höchsten Punkt. Diese Variante wird meistens gespielt, um direkte Punkte zu erzielen.